# Адмонт
Адмонт (нім. Admont) — ярмаркова комуна  (нім. Marktgemeinde)  в Австрії, у федеральній землі Штирія.
Входить до складу округу Ліцен. Населення становить 5066 осіб (станом на 31 грудня 2015 року). Займає площу 299 км².

## Історія
Адмонт є одним з найстаріших поселень в Штирії. Перша згадка — 859 рік, місце тоді звалося vallis Ademundi. Стара Парафіяльна церква вперше згадується у 850, а місто офіційно засноване у 1074.

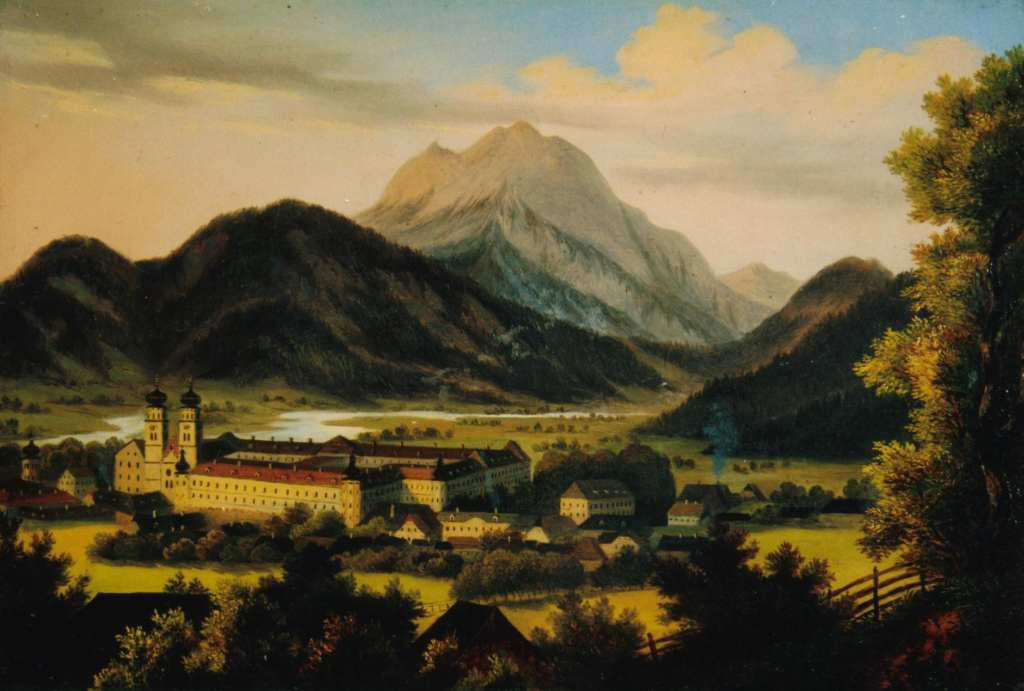
1840
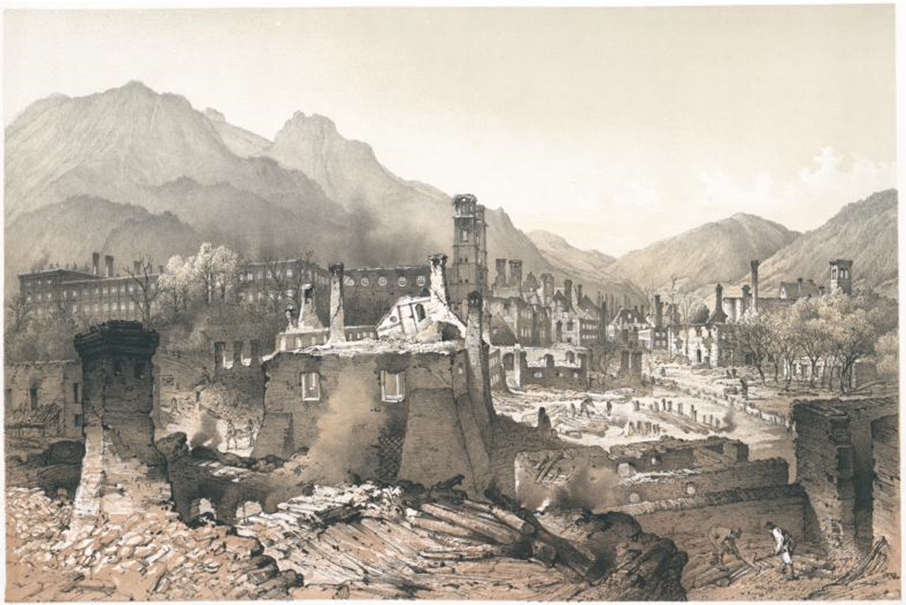
1865
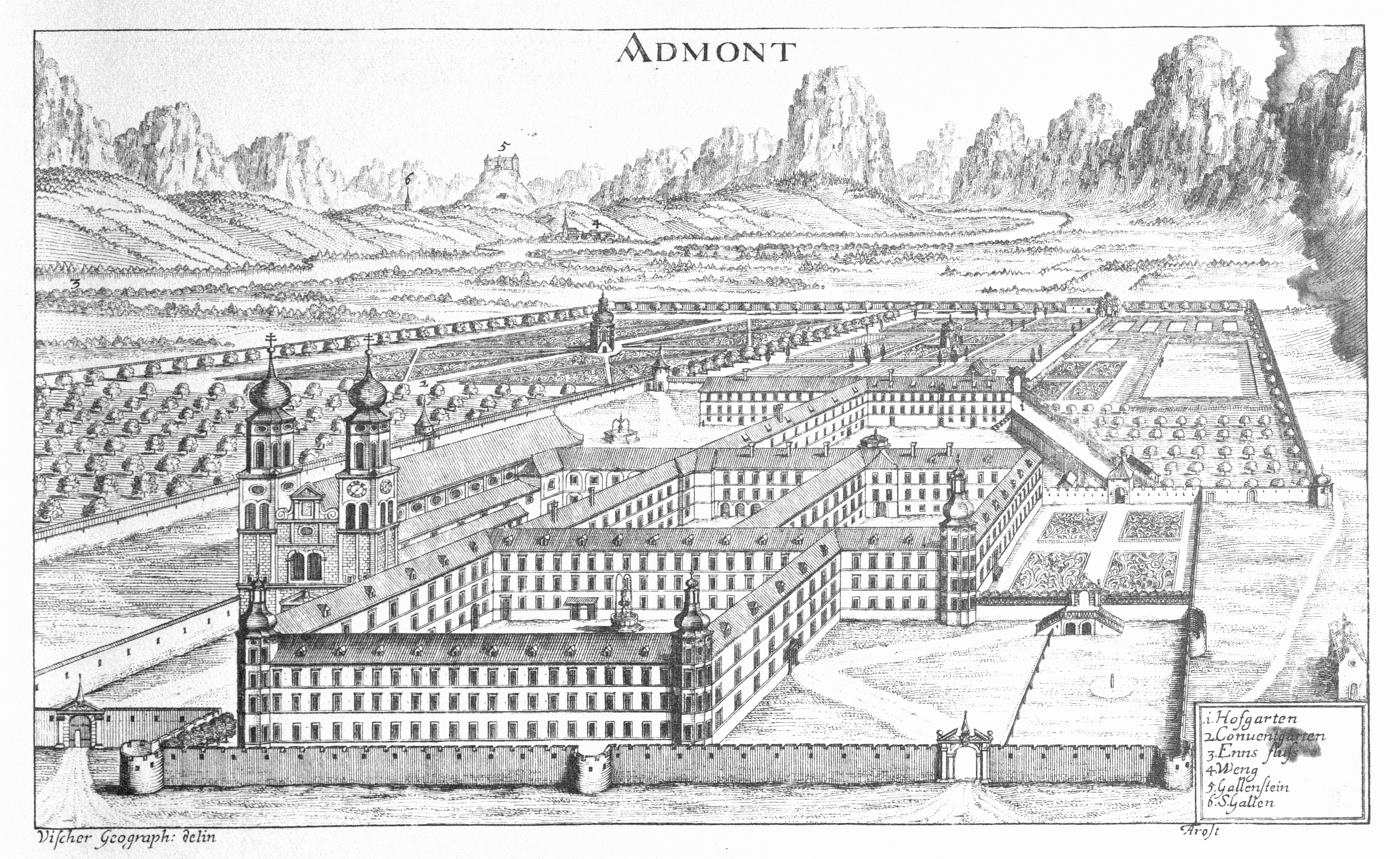
1681
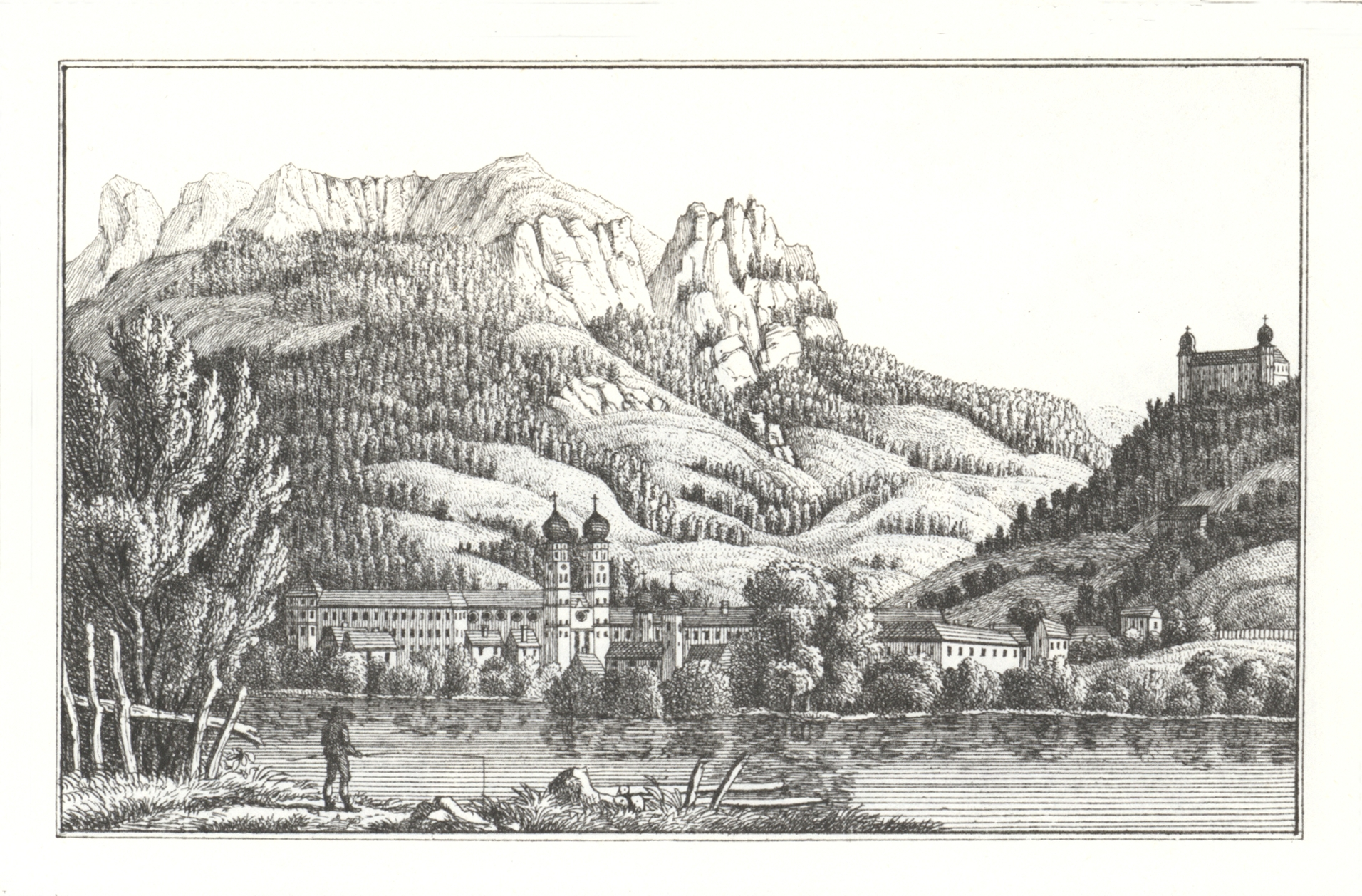
1830
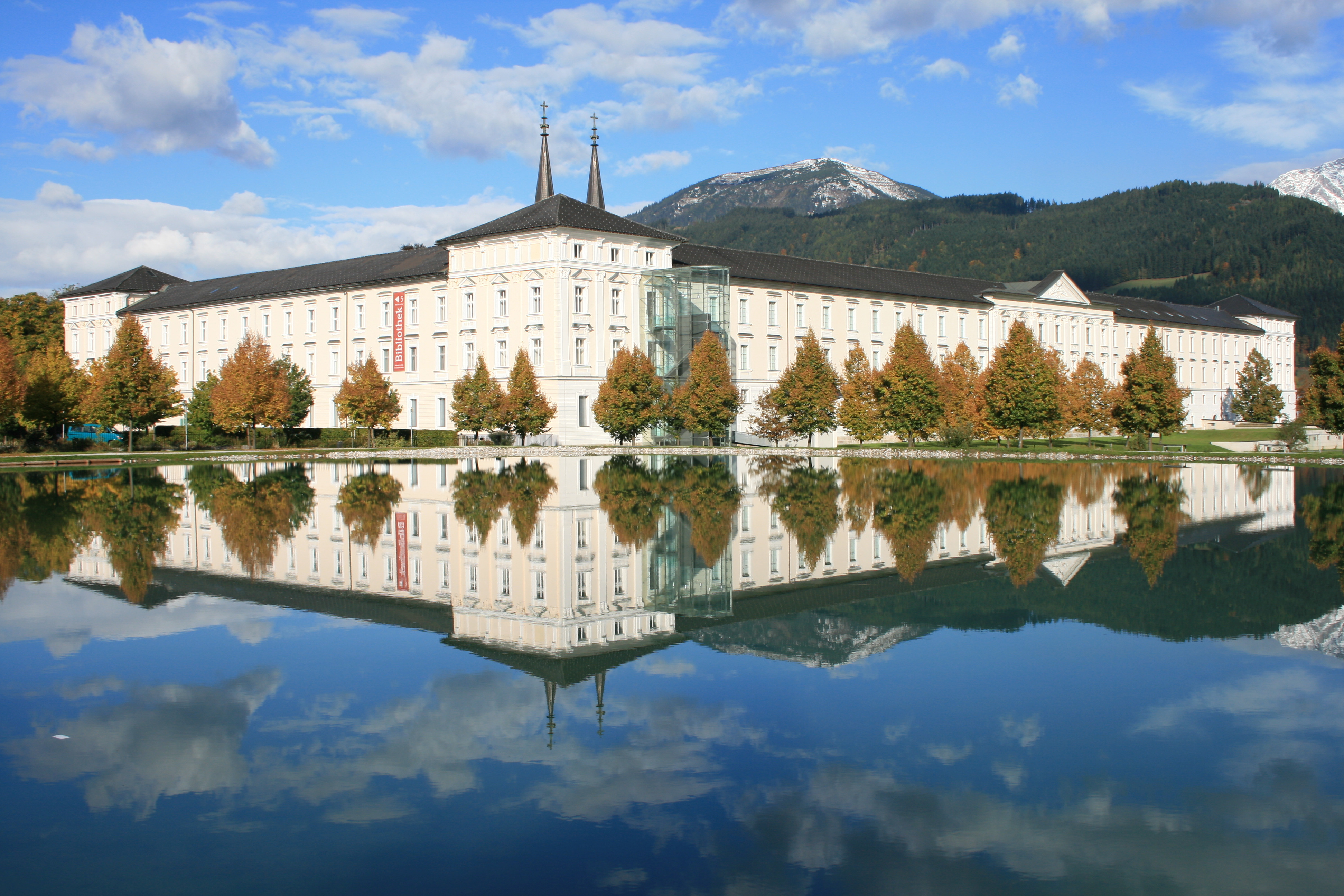
Монастир Адмонт

27 квітня 1865 року велика пожежа знищила 22 будинки на ринку, забрала 7 життів. Після закінчення Другої світової війни Адмонт належав до британської зоні окупації в окупованій післявоєнній Австрії. Діяв табір Ді-Пі.
Головний економічний фактор Адмонту — туризм. Серед історичних пам'яток виділяється бенедиктинський монастир Адмонт, заснований в 1074 році зальцбурзькими архієпископами. Монастир знаменитий своєю бібліотекою, яка є одним з найбільших у світі монастирським книгосховищем. На території муніципалітету та прилеглих районів 2003-го засновано національний парк Гезойзе.

## Населення
Quelle: Statistik Austria